# 사가미하라 장애인 시설 살상 사건
사가미하라 장애인 시설 살상 사건(일본어: 相模原障害者施設殺傷事件)은 2016년 7월 26일 일본 가나가와현 사가미하라시 미도리구에 위치한 가나가와 현립 지적장애인 복지시설 츠쿠이 야마유리(산나리)원(津久井やまゆり園)에서 발생한 집단 살상 사건이다. 범인 우에마쓰 사토시(植松聖, 남성, 당시 26세)는 해당 시설의 전 직원이었으며, 칼로 19명을 살해하고 26명에게 중경상을 입혔다. 일본 내에선 제2차 세계 대전 이후 가장 많은 사상자가 나온 살인사건이다.

## 사건
2016년 7월 26일 오전 2시 10분경, 범인은 사가미하라 시 미도리 구 지기라 지역에 위치한 지적장애인 시설 "가나가와 현립 츠쿠이 야마유리원" 시설 1층의 유리 창문을 망치로 부수고 침입했다. 범인은 근무하던 직원들을 묶어놓은 뒤 열쇠를 빼앗았고, 시설의 방들을 돌아다니며 대부분 잠들어있던 피해자들의 목이나 가슴을 칼 등의 흉기로 찔렀다. 2시 30분경 경찰은 "시설에 칼을 들고 난동을 부리는 자가 있다"는 직원의 신고를 받았고 3시경에는 건물로 무장경찰이 들이닥쳤으나, 이후 감시 카메라 검사 결과에 따르면 그것은 범인이 2시 50분에 건물을 빠져나간 뒤었다. 피해자들은 경찰이 사건 현장을 발견한 직후 모두 병원으로 옮겨졌다. 이 사건으로 인해 19명이 살해당했고, 최소 26명이 부상을 입었으며, 그 중 13명은 중상을 입었다.
범인 우에마쓰 사토시는 사건으로부터 2시간이 지난 후, 범행에 사용된 식칼을 비롯한 흉기들이 든 가방과 함께 츠쿠이 경찰서에 자진 출두하고 범행을 자수했다.

## 범인
사건의 범인인 우에마쓰 사토시(植松聖, 1990년 ~ )는 범행 당시 26세였으며, 츠쿠이 야마유리원의 전 직원이었다. 우에마쓰는 사건 이전인 2016년 2월, 도쿄 중의원 의장이던 오시마 다다모리의 자택에 찾아가 자신의 편지를 직접 전하려고 하였으나 저지되자 경호원에게 편지를 건네주고 의장에게 그것을 전해달라는 의사를 밝혔다. 편지에서 우에마쓰는 "의사소통이 불가능한 중증, 복합증세의 장애인들은 안락사시켜야 한다"는 내용과 함께 "내가 생각하는 대략적인 행복이란 돈과 시간이다", "중증 장애인들을 돌보는 것은 막대한 돈과 시간의 낭비로 이어진다"는 주장을 하였다. 우에마쓰는 평소에도 주변인들에게 중증장애인들은 죽는 것이 낫다는 주장을 하고 다녔다고 전해진다. 우에마쓰는 경찰 조사에서 자신의 행동을 '장애인들을 도운' 행동이라고 표현했으며, 후회하지 않는다고 발언하였다. 많은 전문가들은 해당 사건을 장애인에 대한 증오범죄로 분류하기도 한다.
2017년 2월 20일, 우에마쓰는 재판을 받는 데 정신적으로 문제가 없다고 판단되었으며, 동월 24일에 살인 19건, 살인미수 24건, 상해를 동반한 불법 감금 2건, 불법 감금 3건, 불법 침입 1건, 검·총기 통제법 위반 1건의 혐의로 기소되었다.
2020년 1월 열린 재판에서 우에마쓰가 돌발행동을 보여 퇴정당하는 경우가 있었으며, 피해자를 익명으로 처리해 재판을 진행했다. 또한 결심에서 사형이 구형되었고, 3월 16일에 우에마쓰에 대해 1심 법원이 법정 최고형인 사형을 선고했다. 또한 이 사건으로 우에마쓰가 도쿄 고등법원에 항소했으나, 기각하여 2020년 9월 27일에 사형이 확정되어 사형수가 되었다. 사형 확정 이후 우에마쓰는, 요코하마 구치소에서 사형집행장이 있는 도쿄구치소로 이감되어 현재까지 사형수로 복역하고 있다.

## 같이 보기
- 우에마쓰 사토시